# سازمان اوقاف و امور خیریه
سازمان اوقاف و امور خیریه سازمان شبه‌دولتی ایرانی است که مدیریت کلیه موقوفات فاقد متولی، امامزادگان و زیارتگاه‌های اسلامی ایران را در اختیار دارد.
حوزه فعالیت این سازمان شامل مدیریت موقوفات عام فاقد متولی، موقوفات خاصه و اماکن مذهبی اسلامی، اثلاث باقیه و بقعه‌های متبرکه، همچنین محبوسات، نذور، صدقات و هر مال دیگری که به غیر از عنوان وقف برای امور عام‌المنفعه و خیریه اختصاص یافته و نیز اداره مؤسسات و انجمن‌های خیریه است.

## مؤسسات وابسته

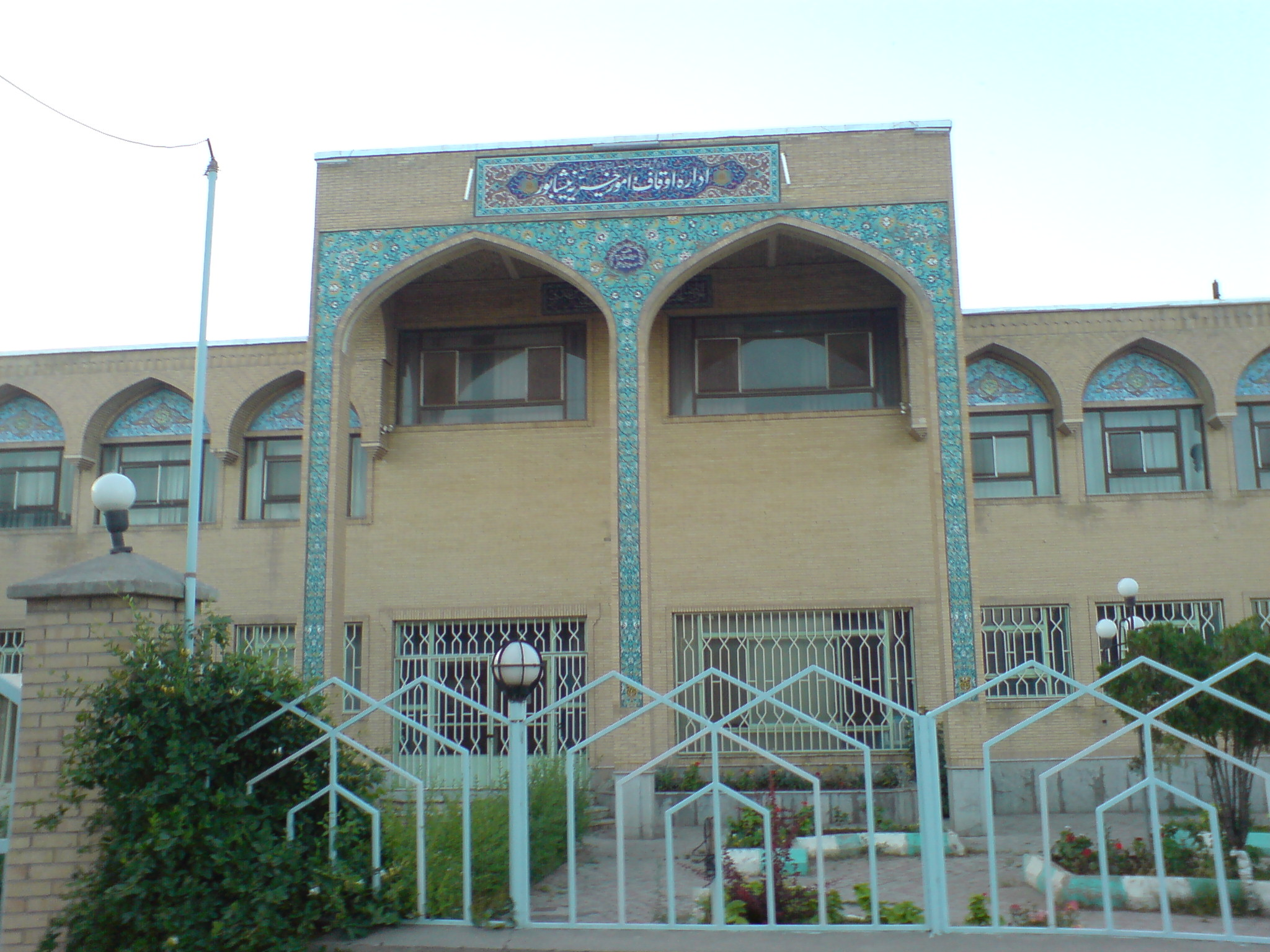
یکی از اداره‌های سازمان اوقاف در نیشابور

### دانشگاه علوم و معارف قرآن
دانشگاه علوم و معارف قرآن کریم، از مراکز آموزشی وابسته به سازمان اوقاف و امور خیریه است، که در سال ۱۳۶۸ در تهران و از سال ۱۳۷۳ در ۱۶ شهر دیگر (مشهد، مراغه، کرمانشاه، شاهرود، شیراز، ملایر، میبد، زاهدان، آمل، خوی، خمین، ایلام، سبزوار، اصفهان، دامغان، زابل و بجنورد) تأسیس شد. این دانشکده‌ها در سال ۱۳۸۷ به دانشگاه علوم و معارف قرآن کریم تبدیل گردید.

### مؤسسه راسخون
مؤسسه فرهنگی اطلاع‌رسانی راسخون، از سازمان‌های فرهنگی وابسته به سازمان اوقاف و امور خیریه است. از جمله اقدامات این مؤسسه راه‌اندازی سرویس وبلاگ‌دهی راسخون بلاگ است.

#### فصل‌نامهٔ وقف
فصلنامهٔ وقف میراث جاویدان در سال ۱۳۷۲ تأسیس شد. این فصلنامه شامل مباحث فرهنگی، ادبی و اجتماعی بوده و هر ۳ ماه یک بار، توسط مؤسسه فرهنگی اطلاع‌رسانی راسخون با مطالب تحقیقی، قرآنی و وقفی منتشر می‌گردد.

#### راسخون‌بلاگ
سرویس وبلاگدهی راسخون بلاگ، وابسته به مؤسسه فرهنگی اطلاع‌رسانی راسخون، وابسته به سازمان اوقاف و امور خیریه است، که در سال ۱۳۸۸ راه‌اندازی شد و هم‌اینک این سرویس در الکسا رتبه ۵۸۴۹ و در ایران دارای رتبه ۱۰۱ است.

#### ماهنامهٔ باران
این ماهنامهٔ قرآنی ویژه نوجوانان است، که هر ماه در ۵۲ صفحه با مطالب متنوع قرآنی، هنری، ادبی و اجتماعی منتشر می‌شود و تاکنون بیش از ۱۵۶ شمارهٔ آن منتشر شده است.

### مرکز ترجمهٔ قرآن
مرکز ترجمهٔ قرآن مجید، به زبان‌های خارجی در سال ۱۳۷۳ به وسیلهٔ سازمان اوقاف و امور خیریه و با همکاری وزارت فرهنگ و ارشاد اسلامی تأسیس گردید. این مرکز تاکنون ترجمهٔ قرآن به زبان ترکی آذری و ترجمهٔ بخشی از قرآن به زبان فرانسه را منتشر کرده است و مجله‌ای تخصصی پیرامون مباحث نظری ترجمه‌های قرآن، با عنوان «ترجمان وحی» منتشر می‌کند.

### انتشارات اسوه
شرکت چاپ و انتشارات اسوه برای چاپ کتب دینی و مذهبی و قرآن در سال ۱۳۷۰ با سرمایهٔ موقوفات کشور تأسیس و تاکنون گذشته از چاپ قرآن مجید ده‌ها عنوان کتاب چاپ و منتشر نموده است. ساختمان این چاپخانه که بزرگ‌ترین چاپخانهٔ قرآن کریم در خاورمیانه است در زمینی به مساحت ۵۰ هزار متر مربع و با زیربنای ۱۱ هزار متر مربع در قم احداث شده است.

### مرکز فرهنگی پژوهشی اوقاف
این مرکز با انجام امور پژوهشی و تحقیقی در زمینه ترویج وقف و هدف نظم‌دهی ارسال مراسلات، منشورات و محصولات فرهنگی سازمان، از سال ۱۳۸۹ تأسیس شد.

### بنیاد توسعه و عمران موقوفات کشور
بنیاد توسعه و عمران موقوفات کشور، در سال ۱۳۶۴ تحت نام مؤسسه صندوق عمران موقوفات کشور، با هدف آبادانی، احیاء، عمران، بازسازی و مرمت موقوفات و اماکن مذهبی تأسیس شد، که در سال ۱۳۸۹ به نام بنیاد توسعه و عمران موقوفات کشور با اهداف و استراتژی جدید تغییر نام داد و هم‌اکنون در همه استان‌های کشور دارای شعبه است.

### شرکت اطهر آب فارس
شرکت اطهر آب فارس، یک شرکت سهامی خاص در شیراز است، که در سال ۱۳۷۹ تأسیس شد. هدف از ایجاد این شرکت، نصب و راه‌اندازی کارخانجات تولید و بسته‌بندی آب معدنی، دوغ، شیر و مشتقات آن، عرقیات، نوشابه و آب‌میوه است.

### شرکت کشاورزی و دامپروری سوران
مؤسسه کشاورزی و دامپروری سوران در سال ۱۳۶۶ در شهرستان مشهد تأسیس شد. این شرکت دارای ۹ سالن به مساحت ۱۵ هزار متر مربع، بیمارستان، زایشگاه، شیردوشی و سردخانه است و ظرفیت تولید روزانه شیر این شرکت در حال حاضر ۱۵ تن است.

### شرکت کاشی گوهرشاد
شرکت کاشی سنتی گوهرشاد وابسته به اداره کل اوقاف و امور خیریه استان خراسان رضوی است. فعالیت‌های این شرکت تولید انواع کاشی معرق، مقرنس، معقلی، هفت رنگی، مینیاتور و نره است.

### پرتال جامع امام‌زادگان
در پرتال جامع امامزادگان، اطلاعات اجمالی راجع به امامزادگان سراسر کشور، همراه با عکس قرار داده شده و برای ۱۳۰ بقعه نیز امکان زیارت از راه دور و مجازی فراهم است.

### بنیاد فرهنگی البرز
بنیاد فرهنگی البرز در سال ۱۳۴۲ با هدف کمک به اشاعه فرهنگ علمی کشور، از طریق اعطای جوایزی به نام «جایزه بنیاد البرز» به دانشمندان و پژوهندگان برتر ایرانی، سپاهیان (دین، دانش، بهداشت و ترویج آبادانی)، دانش‌آموختگان برگزیده و نوجوانان و نوباوگان، توسط حسینعلی البرز تأسیس و وقف گردید. بنیاد فرهنگی البرز تحت نظارت هیئت امنایی سازمان اوقاف و امور خیریه، در راستای تجلیل از نخبگان ادامه می‌دهد. دانش‌آموزان نخبه کشور نیز همه ساله از طریق مسؤولین آموزش و پروش استان‌ها انتخاب شده و به بنیاد فرهنگی البرز معرفی می‌شوند. این دانش‌آموزان پس از داوری توسط هیئت داوران دبیرخانه جایزه البرز، به همایش سالانه اعطای جوایز حسن‌تحصیل راه یافته و موفق به دریافت جوایز مربوط می‌گردند.

## ریاست سازمان
رئیس این سازمان با پیشنهاد وزیر فرهنگ و ارشاد اسلامی و با حکم ولی فقیه تعیین می‌شود. رئیس کنونی این سازمان؛ سید مهدی خاموشی است که از مهرماه ۱۳۹۷ به‌جای علی محمدی سیرت، این مقام را بر عهده دارد.
- محمدعلی نظام‌زاده[۱۱]
- سیدمهدی امام جمارانی از مرداد ۱۳۵۹ تا ۱۳۷۷
- حیدر مصلحی از ۲۸ مرداد ۱۳۸۵ تا ۲ آبان ۱۳۸۸
- علی محمدی سیرت از ۲۴ مهر ۱۳۸۸ تا ۲۴ مهر ۱۳۹۷
- سید مهدی خاموشی از ۲۴ مهرماه ۱۳۹۷ تاکنون.[۱۲][۱۳][۱۴][۱۵]

## فساد و تخلفات

### زمین‌خواری
در شهریورماه ۱۳۹۰ محمدعلی پورمختار؛ رئیس کمیسیون اصل ۹۰ مجلس شورای اسلامی اظهار داشت که سازمان اوقاف و امور خیریه به یک زمین‌خوار بزرگ تبدیل شده است و این موضوع را یک فاجعه بزرگ خواند. او گفته است «اوقاف ادعای موقوفه بودن زمین‌های منابع طبیعی را می‌کند و برخی از آن‌ها اجاره داده و مجوز ساخت و ساز صادر کرده است.» «در حالی که اوقاف اجازه صدور مجوز ساخت و ساز را ندارد و تنها از نام ولایت سوء استفاده کرده است و نباید این اتفاق روی بدهد.»
معاون سازمان اوقاف در واکنش به این ادعاها گفته است «برخی سواد وقف و انفال و مدیریت اوقاف با نگاه شرعی را ندارند، باید بروند یاد بگیرند و بعد سخن بگویند.» که خود با واکنش غلامعلی جعفرزاده ایمن‌آبادی — مسئول بازرسی سازمان اوقاف در کمیسیون اصل نود — رو به رو شد که ضمن دعوت از مسئولان سازمان اوقاف برای مناظره به برخی از تخلفات صورت گرفته از جمله واگذاری برخی معادن موقوفه بدون مزایده به شرکت‌های پیمانکاری، پرداخت برخی حق نظارت‌ها به رئیس سازمان وقت تا آینده دور، واگذاری برخی موقوفات به بستگان در لواسانات، عمل کردن برخلاف نیات واقفان، برداشت‌های غیرقانونی از عواید موقوفات به نام برنامه‌های مدیریتی (برای نمونه برداشت از محل موقوفات برای خرید و ساخت ساختمان مرکزی سازمان اوقاف و پرداخت‌های غیرقانونی به برخی روزنامه‌ها که گاه منتسب به خودشان بوده است) اشاره کرد.
معاون اوقافی، حقوقی و امور مجلس سازمان اوقاف و امور خیریه با بیان اینکه اخیراً برخی صحبت‌ها در خصوص زمین‌خوار بودن اوقاف مطرح شده است، گفت: لازم است بگوییم اوقاف زمین‌دار بزرگ است و با وجود این همه زمین نیازی به زمین خواری ندارد و برخی با این اظهارنظرها به دنبال سیاه‌نمایی علیه اوقاف هستند و باید دید چه سودی از این سیاه‌نمایی می‌برند؟
وی با اشاره اینکه اوقاف دلگرم به اعتماد مردم است و این اعتماد در حال افزایش است و نشانه آن افزایش ثبت وقف‌های جدید است، گفت: میزان ثبت وقف‌های جدید نسبت به گذشته ۱۰ برابر شده است و در شش ماه نخست امسال ۱۸۰۰ وقف جدید در کشور ثبت شده است.
حاتمی با انتقاد از اظهار نظر دو تن از نمایندگان مجلس گفت: نمایندگان محترم نباید در خصوص برخی مطالب که اطلاعاتی ندارند اظهار نظر کنند و من خواستارم اگر مستنداتی دارند ارائه کنند و تنها به جوسازی‌های رسانه‌ای نپردازند.

#### زمین‌خواری کاظم صدیقی
طبق اسنادی که یاشار سلطانی؛ مدیرمسئول پیشین «معماری نیوز» در اسفندماه ۱۴۰۲ منتشر کرد، کاظم صدیقی، امام‌جمعه موقت تهران و پسرانش از طریق تأسیس یک شرکت خانوادگی، هزاران متر مربع زمین را در شمال تهران تصاحب کرده بودند.
کاظم صدیقی ۲۰ سال پیش از آن، حوزه علمیه ازگل را در زمینی به مساحت ۲۰ هزار متر مربع در نزدیکی تجریش تهران تأسیس کرد، که بیشتر زمین این مجموعه متعلق به سازمان اوقاف و شهرداری تهران بود. کاظم صدیقی باغی به مساحت ۴ هزار و ۲۰۰ متر مربع را در کنار این حوزه علمیه تصاحب کرده بود. زمین این باغ به نام شرکت «پیروان اندیشه‌های قائم» سند زده شده بود. این شرکت در ۱۴ خرداد ۱۴۰۲ به نام کاظم صدیقی و دو پسرش؛ محمد مهدی و محمدحسین به ثبت رسیده است.

#### تصرف اراضی ملی
یکی از مهم‌ترین پرونده‌هایی که تصرف آن به بهانه وقف متوقف شد، جنگل «آق مشهد» در اطراف ساری است، که تنها ۵ هزار و ۶۰۰ هکتار وسعت دارد. دیگر ماجرای تصرف اراضی ملی که با تلاش رسانه‌ها مطرح شد، بالغ بر دو هزار و ۴۸۶ هکتار از زمین‌های دماوند بود. زمین‌های موصوف در این دو ماجرای رسانه‌ای شده، تنها حدود هشت هزار هکتار از اراضی ملی هستند که سازمان اوقاف و امور خیریه مدعی مالکیت آن‌ها شده است، در حالی که حدود دو میلیون هکتار زمین وجود دارد که محل اختلاف سازمان منابع طبیعی و سازمان یاد شده است.

### تخریب میراث فرهنگی
در روز ۱۴ اسفند ۱۳۹۹ خانقاه تاریخی اخوت در کرمانشاه به دستور ادارهٔ اوقاف این استان تخریب شد. تخریب این خانقاه اعتراضات بسیاری را به عملکرد ادارهٔ اوقاف در فضای مجازی و مطبوعات به دنبال داشت و اگرچه محمد صالحی مدیر اوقاف کرمانشاه علت آن را ثبت نشدن خانقاه در فهرست میراث فرهنگی و مخروبه ماندن آن به مدت طولانی اعلام کرد و حتی مدعی شد که این کار در جهت رفاه حال ساکنان محله و عابران انجام شده است، اما منتقدان این اقدام را تلاشی برای ساخت و ساز در مکان این بنای تاریخی و مصداق کوتاهی در نگهداری از املاک وقفی دانستند. تخریب این خانقاه اندکی پس از ثبت میدان شهرداری کرمانشاه در فهرست میراث فرهنگی به وقوع پیوست که خانقاه اخوت در محدودهٔ حریم آن قرار دارد.

### اوقاف گیت
بیست و هشت خرداد ۱۴۰۲ وحید اشتری در توییتر نوشت: موقوفه‌ای «۱۵۰ هکتاری» (حسینیه امینی‌ها) در قزوین به عروس مهدی خاموشی، رئیس سازمان اوقاف (منصوب علی خامنه‌ای) واگذار شده است. فرزند متولی موقوفه موضوع را تأیید کرد و گفت: «فشار می‌آوردند صدایش را در نیاوریم.» ابوالفضل امینی‌ها، فرزند متولی حسینیه امینی‌ها ضمن تأیید اجاره موقوفات به خبرگزاری «ایلنا» گفت: اجاره‌بهای این اراضی وسیع و مرغوب، ماهانه «حدوداً ۹۰۰ هزار تومان» است. اشتری در فروردین ۱۴۰۱ از «سیسمونی گیت» پرده برداشته بود.
سازمان اوقاف و امور خیریه آن را «شایعه پراکنی» خواند. هرچند در جوابیه سازمان تأکید شده که چنین معامله‌ای صحت دارد اما چون املاک مورد نظر از نوع موقوفات غیرمتصرفی است که تولیت خاص دارد، قرارداد آن نیز «بدون دخالت ریاست سازمان» به تأیید تولیت موقوفه رسیده است.